# Менгден, Амалия Георгиевна
Баронесса Амалия Георгиевна фон-Менгден (нем. Amalia Eleonora Carolina Constantia Freiin von Mengden; 1799, Курляндия — 1864, Костромская губерния) — фабрикантша, одна из первых женщин-предпринимателей в текстильной промышленности России. Более 30 лет (с 1830 по 1864 гг.) управляла образцовой фабрикой своего мужа генерала М. А. Менгдена (1781—1855) в сельце Никольском Костромской губернии, выпускавшей столовое бельё высшего качества.

## Биография
Амалия Георгиевна фон-Менгден (урожденная баронесса Фёлькерзам) родилась в 1799 году в Курляндии. По вероисповеданию лютеранка. Отец — барон Георгий Фёдорович фон Фёлькерзам (1766—1848), был лифляндским гражданским губернатором в 1829—1847. Брат — барон Гамилькар Георгиевич фон Фёлькерзам (1811—1856), «Ливонский Мирабо», был лифляндским ландмаршалом (губернским предводителем дворянства) с 1848 по 1851.
Баронесса славилась красотой, её портрет написал известный немецкий портретист Ричард Лаукерт (судьбу картины выяснить не удалось). Вышла замуж за другого представителя остзейского дворянства, барона Михаила Менгдена (1781—1855), которому принадлежало имение Никольское с вотчинной фабрикой столового белья, основанной в 1800-х годах.
Одним из полковых командиров в дивизии генерала Менгдена был декабрист Пестель, часто посещавший дом генерала. В разговорах с Амалией Георгиевной, как будто шутя, Пестель мечтал вслух, что со временем он будет диктатором в России. Баронесса его останавливала, приговаривая: «Пестель, Пестель, плохо вы кончите», при этом она проводила пальцами по своей шее.
По воспоминаниям внучки Софии, после смерти мужа Амалия Георгиевна «жила круглый год в деревне, крестьян лечила, помогала им, входила в их нужды». Тем не менее весной 1861 году после отмены крепостного права в имении баронессы (как и в соседних имениях) произошли массовые волнения крестьян. Крестьяне отказывались идти на барщину и платить оброк. Для усмирения крестьян пришлось вызвать войска, а зачинщиков наказать.
Амалия фон Менгден скончалась в начале 1864 года в сельце Никольском Костромской губернии (ныне д. Сошники Вичугского района Ивановской области, в 4 км к северо-востоку от г. Вичуги). Сразу после её смерти младший сын Владимир перевёз её тело в семейный склеп Фёлькерзам, находящийся в родовом имении Штейнзе (Steinensee) в Курляндской губернии (ныне это музеефицированная усадьба Stelmužė в Зарасайском районе Литвы, недалеко от латвийско-литовской границы к юго-западу от Даугавпилса)

## Дети
- Старший сын — Александр (1820—1903), дипломат.
- Средний сын — Николай (1822—1888), правовед, «первый русский турист в Бразилии»[4]
- Младший сын — Владимир (1825—1910), член Государственного совета, один из возможных прототипов Каренина[5] из романа «Анна Каренина».
- Дочь — Мария (1828—1902), была замужем за графом Дмитрием Иануарьевичем Толстым.